# Župelevec
Župelovec je naselje u Općini Brežice u istočnoj Sloveniji. Župelevec se nalazi u pokrajini Štajerskoj i statističkoj regiji Donjoposavskoj. 

## Stanovništvo
Prema popisu stanovništva iz 2002. godine Župelevec je imao 185 stanovnika.

### Etnički sastav
1991. godina:
- Slovenci: 179 (88,2%)
- Hrvati: 9 (4,4%)
- Srbi: 1
- Nepoznato: 14 (6,9%)